# Miñortos
Miñortos (llamada oficialmente San Martiño de Miñortos) es una parroquia española del municipio de Puerto del Son, en la provincia de La Coruña, Galicia
Limita al Norte con la parroquia de Boa, limítrofe con el municipio de Noia, al Sur con la parroquia de Goians y al Este con el ayuntamiento de Lousame
Si avanzamos hacia su núcleo central en A Amoreira, nos encontramos con su iglesia parroquial y varios lugares como Fontenla, O Coto y Bouzas que se emplazan más el Este de la AC-550

## Entidades de población
Entidades de población que forman parte de la parroquia de Miñortos:

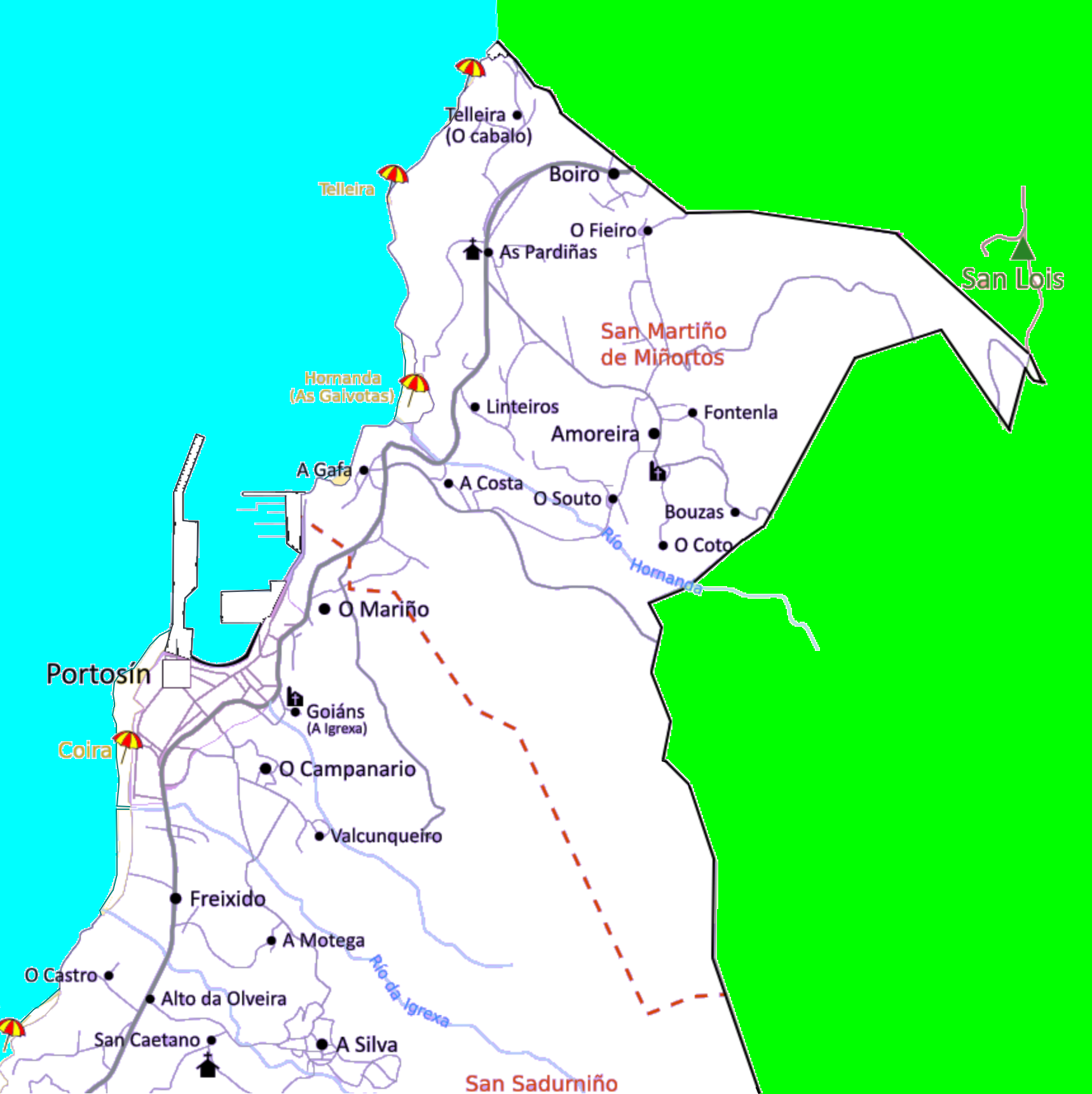
Superficie delimitada de Miñortos

Parroquia de Miñortos PXOM

- Amoreira (A Amoreira)
- O Cabalo (A Telleira)
- Boiro
- Bouzas
- Coto (O Coto)
- Fieiro (O Fieiro)
- Fontenla
- Gafa (A Gafa)
- Linteiros
- Souto (O Souto)
- A Costa

## Demografía
| Gráfica de evolución demográfica de Miñortos entre 2000 y 2019 |
|                                                                |
| Datos según el nomenclátor publicado por el INE.               |

## Patrimonio

### Petroglifo de A Picota

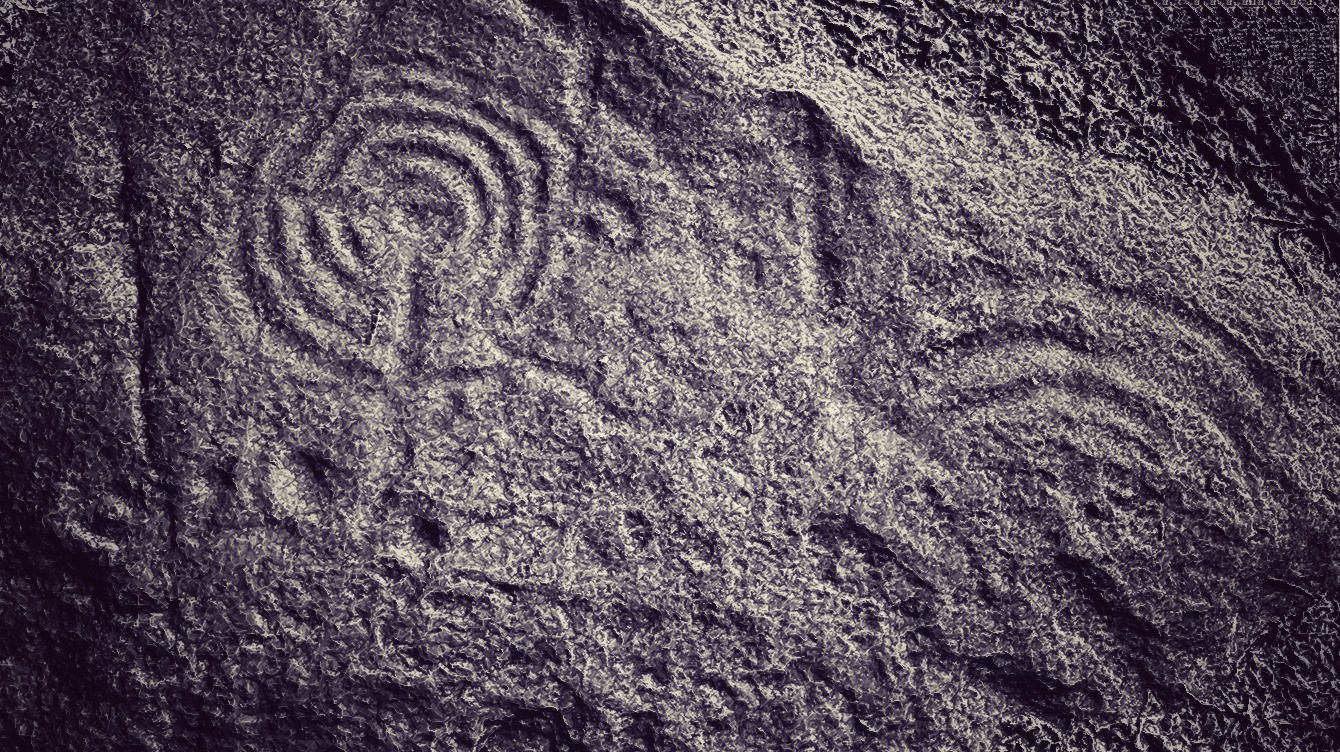
Contornos delimitados del Petroglifo

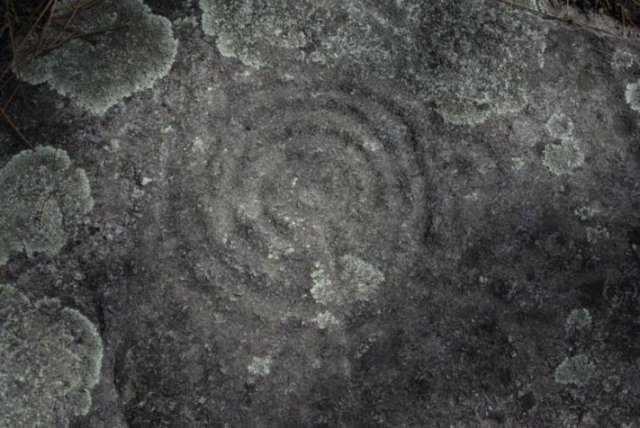
petroglifo picota estado inicial

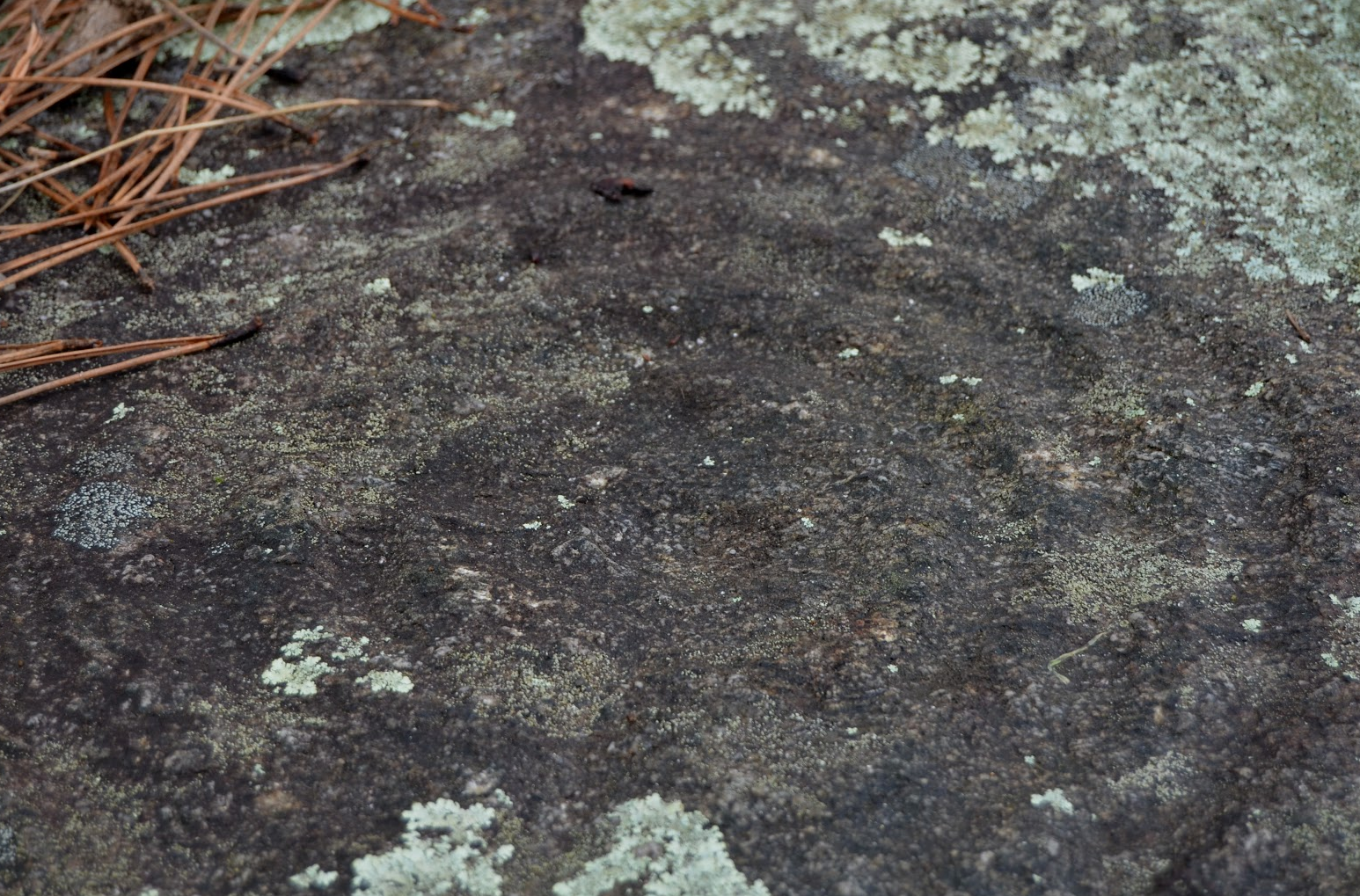
Estado actual del Petroglifo

Tipo de bien: Estación de petroglifos/artes rupestres,
Municipio: Porto do Son
Parroquia: Miñortos
Lugar: A Picota (O Salgueirón)
Cronología: Edad del Bronce
Descripción:
Pequeño petroglifo (combinaciones circulares de anillos concéntricos de radio extendido) en las afueras de Portosín, muy bien señalizado y cercano a la vía principal. 
Además, desde su ubicación también se puede contemplar una excelente puesta de sol con el Monte Louro de fondo.
Su estado de deterioro es muy significativo

### Castro de Miñortos
Tipo de bien: Castro / Otros yacimientos de la Edad del Hierro, 
Municipio: Porto do Son 
Parroquia: Miñortos (San Martiño) 
Lugar: A Amoreira 
Otro nombre del bien: Monte do Castro 
Cronología: Edad del Hierro 
Estado: Muy malo  
Descripción :

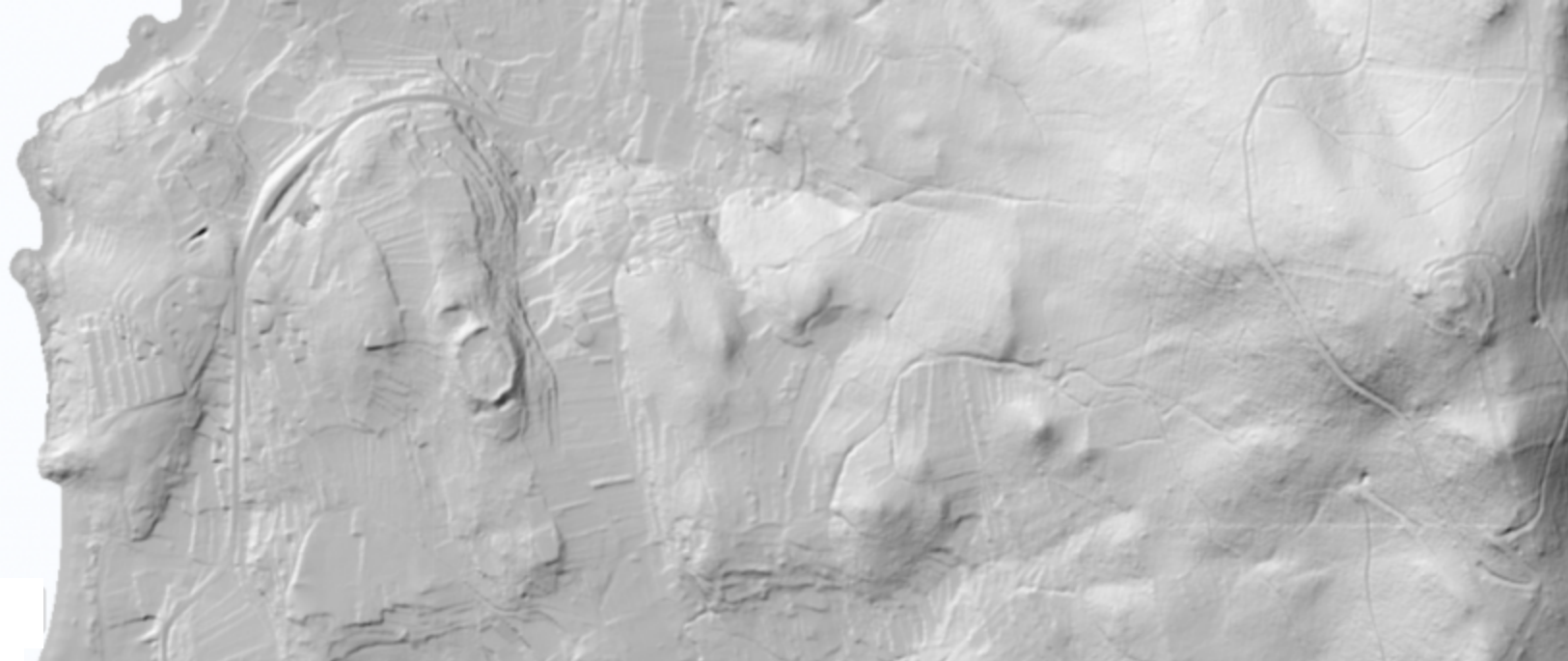
Fotogrametría del Castro de Miñortos

El fuerte está rodeado por un terraplén coronado por un parapeto de piedras y tierra, de 2 metros de espesor en el lado NO, y que alcanza unos 4 m. y una altura de 2 m. por Sur. 
Al este, y paralela al parapeto en dirección norte, se extiende una pequeña valla. 
A los pies de la fortaleza hay una fuente llamada "La Fuente de los Moros".
Está a una altitud de 65 m. 
Su cruz mide de norte a sur 106 m. y de este a oeste de 83 m.
En la imagen secundaria de la ficha podemos ver la ubicación del fuerte, a la izquierda, al oeste, y el asentamiento de Monte San Lois al este (altitud 355 m.)
Inmueble: Privado
Uso actual: Código Forestal
Categoría del inmueble: Catalogado (Catálogo del Ayuntamiento y PXOM)
Referencias bibliográficas:
Enlace al catálogo de Bienes Culturales de la
PXOM del municipio de Porto do Son, año 2012
http://portodoson.info/PXOM_PDSON/PXOM_PORTODOSON.htm
Volumen IV catálogo de bienes culturales,
pág. 280 del pdf. Archivo X_001